# Агафокл (сын Агафокла)
Агафокл (др.-греч. Ἀγαθοκλῆς, IV век до н. э. — 289 год до н. э.) — сын царя Сицилии Агафокла. Убит племянником, который претендовал на наследство Агафокла.

## Биография
Агафокл был сыном правителя Сиракуз и большей части Сицилии тирана Агафокла от его второй жены Алькии. Его старших братьев Архагата и Гераклида, когда те находились в Африке, казнили взбунтовавшиеся солдаты в 307 году до н. э.
В 290 году до н. э. Агафокл отправил сына во главе посольства к царю Македонии Деметрию I Полиоркету. Ему было поручено заключить союз. Также обсуждался вопрос о женитьбе Деметрия на сестре Агафокла, царской дочери Ланассе. Деметрий одарил посла дорогими подарками, принял предложение о женитьбе. Обратно в Сиракузы Агафокл поплыл вместе с послом от Деметрия Оксифемидом.
Когда Агафокл заболел, то возник вопрос о престолонаследии. Согласно Диодору Сицилийскому умирающий царь остановил свой выбор на сыне Агафокле. Он отправил его к войскам, которые на тот момент стояли лагерем около Этны. Командовал ими старший внук Агафокла, сын убитого в Африке Архагата, также Архагат, который и сам хотел стать наследником царства. Когда он понял, что будущим царём согласно воле Агафокла может стать другой член семьи, то решил составить против обоих заговор. Когда Агафокл прибыл к войскам, Архагат устроил пир, на котором Агафокл опьянел. После, Архагат приказал убить соперника. Его тело было выброшено в море, а затем прибито волнами к берегу. Случайные люди опознали погибшего и принесли труп в Сиракузы. Находящийся при смерти Агафокл обвинил внука перед Народным собранием в смерти сына и призвал толпу отомстить. Также он упразднил монархию и вернул Сиракузам демократию.
Римский историк Юстин передаёт события по-другому. Согласно его изложению, когда Агафокл заболел, сын и внук царя не дожидаясь его смерти начали друг против друга военные действия. В этом противостоянии Агафокл Младший проиграл и был убит. В отличие от версии Диодора, данные Юстина имеют подтверждение в эпиграфике.